# Lijst van gemeentelijke monumenten in Utrecht (stad)/Binnenstad/Wijk C
De buurt Wijk C in de wijk Binnenstad van Utrecht kent totaal 56 gemeentelijke monumenten beschreven in 20 regels (monumentnummers).
De monumenten in het buurtje rond de Jan Meijenstraat en Oranjestraat zijn hieronder in een afzonderlijke sectie gegroepeerd. Daarnaast kent de buurt nog een aantal andere gemeentelijke monumenten verdeeld over diverse straten.

## Gemeentelijke monumenten in diverse straten
De buurt kent de volgende 15 gemeentelijke monumenten verdeeld over verschillende straten.
| Object                                                                                | Bouwjaar                                                     | Architect  | Locatie                                   | Coördinaten                 | Nr.       | Afbeelding  |
| ------------------------------------------------------------------------------------- | ------------------------------------------------------------ | ---------- | ----------------------------------------- | --------------------------- | --------- | ----------- |
| Voormalige Westerkerk, Kerkzaal in eclectische stijl met neoclassicistische elementen | 1891                                                         | A. Calkoen | Catharijnekade 9                          | 52° 5' 37" NB, 5° 6' 42" OL | 0344/0710 | Upload foto |
| Kleine arbiederswoning                                                                | 1880 (circa)                                                 |            | Jan Meijenstraat 1                        | 52° 5' 44" NB, 5° 6' 55" OL | 0344/0969 | Upload foto |
| Onderkelderd hoekpand                                                                 | 1870 (circa)                                                 |            | Oudegracht 1                              | 52° 5' 46" NB, 5° 6' 57" OL | 0344/0712 | Upload foto |
| Winkelwoonhuis in een eclectische vormgeving                                          | 1903                                                         |            | Oudegracht 19                             | 52° 5' 45" NB, 5° 6' 58" OL | 0344/0713 | Upload foto |
| Woonhuis                                                                              | 1870 (circa)                                                 |            | Oudegracht 23                             | 52° 5' 45" NB, 5° 6' 58" OL | 0344/0714 | Upload foto |
| Onderkelderd woonhuis                                                                 | 1870 (verbouwing); oudere oorsprong                          |            | Oudegracht 25                             | 52° 5' 44" NB, 5° 6' 58" OL | 0344/715  | Upload foto |
| Kerkelijk gebouw; Zusters Augustinessen van Sint Monica                               | 17e eeuw; in 1905 grondig verbouwd                           |            | Oudegracht 35                             | 52° 5' 43" NB, 5° 6' 59" OL | 0344/0716 | Upload foto |
| Winkelwoonhuis in neo-classicistische stijl                                           | 1870 (circa; gevel); mogelijk oudere oorsprong               |            | Oudegracht 37                             | 52° 5' 43" NB, 5° 6' 59" OL | 0344/0717 | Upload foto |
| Winkelwoonhuis in eclectische stijl                                                   | 1870 (circa)                                                 |            | Oudegracht 39                             | 52° 5' 43" NB, 5° 6' 59" OL | 0344/0718 | Upload foto |
| Winkelwoonpand/bedrijfspand voor "Wijnkoperij en Likeurstokerij" van August Baijer    | 1910 (circa)                                                 | R. Rjiksen | Oudegracht 75 t/m 77A                     | 52° 5' 37" NB, 5° 6' 59" OL | 0344/0719 | Upload foto |
| Onderkelderd woonhuis, thans winkel-woonhuis                                          | 1732 (voorgevel); 16e-eeuwse kelder en 15e-eeuwse onderdelen | R. Rjiksen | Oudegracht 79-79A                         | 52° 5' 37" NB, 5° 6' 59" OL | 0344/0720 | Upload foto |
| Woonhuis                                                                              | Middeleeuws                                                  |            | Rozenstraat 17-17bis                      | 52° 5' 40" NB, 5° 6' 56" OL | 0344/0721 | Upload foto |
| Woonhuis                                                                              | 17e eeuw                                                     |            | Vredenburg 35 t/m 35E                     | 52° 5' 35" NB, 5° 6' 45" OL | 0344/0722 | Upload foto |
| Hoekpand in neo-classicistische stijl                                                 | 1865                                                         |            | Vredenburg 39-39bis                       | 52° 5' 35" NB, 5° 6' 45" OL | 0344/0723 | Upload foto |
| Diep hoekhuis                                                                         | Middeleeuws                                                  |            | Willemstraat 9 t/m 9B, Lange Koestraat 33 | 52° 5' 37" NB, 5° 6' 49" OL | 0344/0724 | Upload foto |

## Complex Jan Meijenstraat/Oranjestraat
Het gerecontrueerde buurtje rond de Jan Meijstenstraat en Oranjestraat, met nieuwbouw uit de jaren 1981-1983, kent de volgende 41 gemeentelijke monumenten beschreven in 5 regels (monumentnummers):
| Object | Bouwjaar    | Architect | Locatie | Coördinaten                 | Nr.       | Afbeelding  |
| --- | ----------- | --- | --- | --------------------------- | --------- | ----------- |
| Twee rijwoningen; Complex Jan Meijenstraat/Oranjestraat | 1981 - 1983 | Paulus van Vliet (bureau Temminck Groll), Hans Würdeman (bureau Dingemans, de Vries en Heemskerk) en Jan Jansen (Gemeente Utrecht) | Jan Meijenhofje 5 en 7                                                                                              | 52° 5' 45" NB, 5° 6' 53" OL | 0344/1972 | Upload foto |
| Complex met 19 panden met woonhuizen; 17 rijwoningen en 2 appartementencomplexen met totaal 16 woningen; Complex Jan Meijenstraat/Oranjestraat                                                         | 1981 - 1983 | Paulus van Vliet (bureau Temminck Groll), Hans Würdeman (bureau Dingemans, de Vries en Heemskerk) en Jan Jansen (Gemeente Utrecht) | Jan Meijenstraat 20 t/m 40 (even) en 33 t/m 51 (oneven) 37 t/m 41, Oranjehof 1, Oranjestraat 50 t/m 90 (even zijde) | 52° 5' 46" NB, 5° 6' 53" OL | 0344/0711 | Upload foto |
| Twee rijwoningen; Complex Jan Meijenstraat/Oranjestraat | 1981 - 1983 | Paulus van Vliet (bureau Temminck Groll), Hans Würdeman (bureau Dingemans, de Vries en Heemskerk) en Jan Jansen (Gemeente Utrecht) | Oranjehof 4 en 6 | 52° 5' 45" NB, 5° 6' 55" OL | 0344/1972 | Upload foto |
| Vier panden met totaal 6 boven en benedenwoningen; Complex Jan Meijenstraat/Oranjestraat | 1981 - 1983 | Paulus van Vliet (bureau Temminck Groll), Hans Würdeman (bureau Dingemans, de Vries en Heemskerk) en Jan Jansen (Gemeente Utrecht) | Oranjehof 54 t/m 64                                                                                                 | 52° 5' 45" NB, 5° 6' 56" OL | 0344/1958 | Upload foto |
| Complex met 14 panden met woonhuizen; 12 panden met boven- en benedenwoningen, een appartementengebouw met 6 woningen en een appartementengebouw met 8 woningen; Complex Jan Meijenstraat/Oranjestraat | 1981 - 1983 | Paulus van Vliet (bureau Temminck Groll), Hans Würdeman (bureau Dingemans, de Vries en Heemskerk) en Jan Jansen (Gemeente Utrecht) | Oranjestraat 1 t/m 1D, 9 t/m 57 (oneven zijde) en Nieuwekade 289, 291, 299                                          | 52° 5' 47" NB, 5° 6' 55" OL | 0344/1337 | Upload foto |